# Octostruma rugiferoides
Octostruma rugiferoides är en myrart som beskrevs av Brown och Kempf 1960. Octostruma rugiferoides ingår i släktet Octostruma och familjen myror. Inga underarter finns listade i Catalogue of Life.